# Allan Larsson

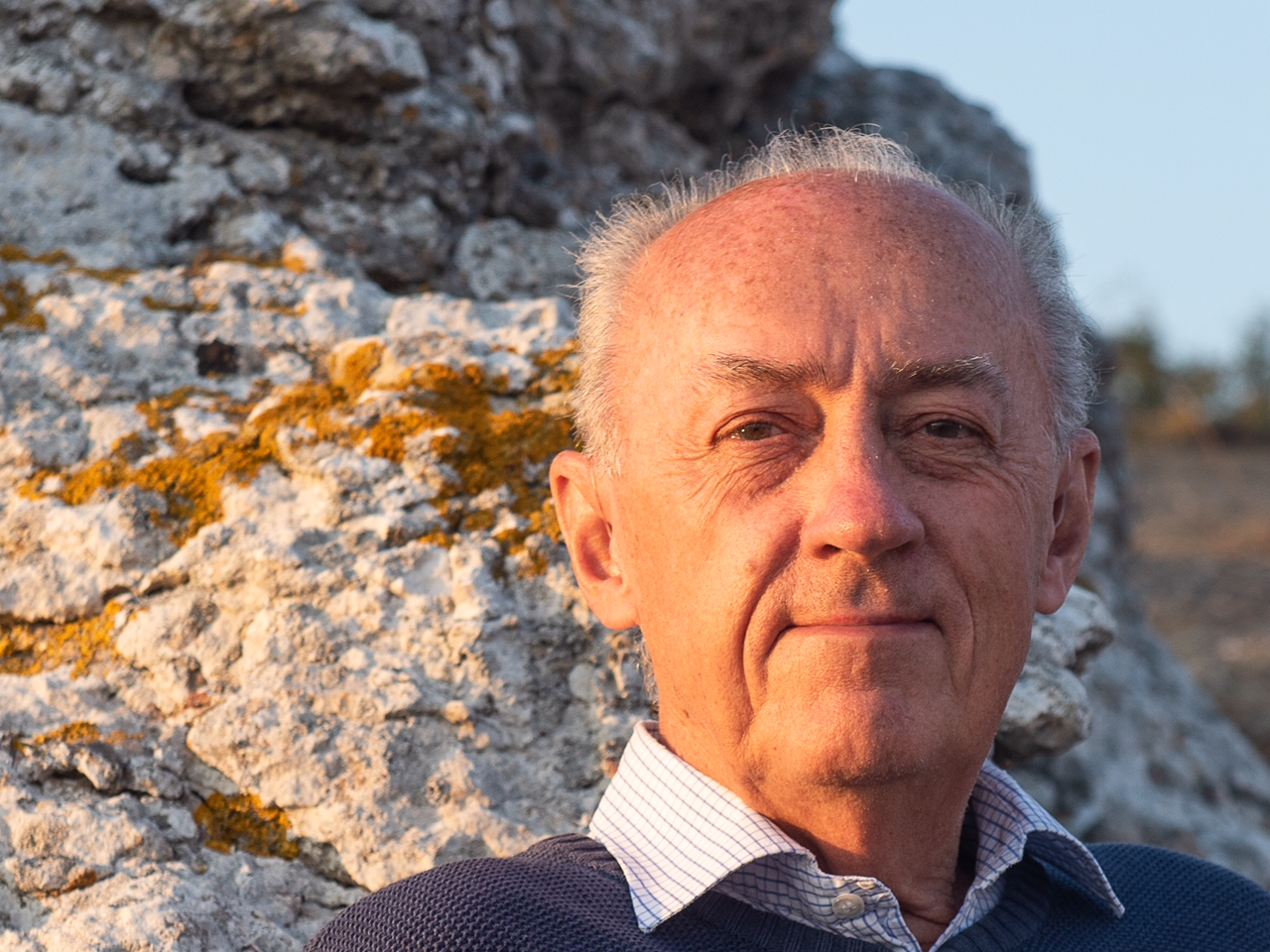
Allan Larsson, 2018

Yngve Allan Gillis Larsson (* 3. April 1938 in Bredaryd) ist ein schwedischer Politiker. Er war 1990/1991 schwedischer Finanzminister und von 1995 bis 1999 Generaldirektor der EU-Kommission.

## Leben
Allan Larsson wurde im südschwedischen Bredaryd in der Provinz Jönköping geboren. Er legte seinen Schulabschluss im Jahr 1958 ab und studierte im Anschluss in Lund. Später war er als Reporter für verschiedene Tageszeitungen tätig: Von 1961 bis 1963 bei Arbetet, von 1964 bis 1965 bei Aftonbladet und bei Dagens Nyheter von 1966 bis 1967. Von 1963 bis 1964 war er Enquetensekretär beim Schwedischen Metallarbeiterverband.
Von 1967 bis 1969 arbeitete Larsson als politischer Berater in der Kanzlei von Ministerpräsident Tage Erlander, bevor er 1969 zum schwedischen Fernsehen wechselte. Im Jahr 1990 wurde er Finanzminister, 1991 bis 1995 war er Mitglied des schwedischen Parlaments.